# 大神 (平塚市)
大神（おおかみ）は、神奈川県平塚市に存在する町名。2023年9月1日現在の人口は4822人である。現行行政町名は住居表示実施済みの大神一丁目から九丁目と未実施の大神（大字）がある。

## 概要
平塚市の中でかなり厚木市に近い地域であり、同市南部と一体的に物流の利便を活かしたロジスティクスセンターや倉庫などが立地している。
域内を通過する東海道新幹線沿いに相模川を挟んで高座郡寒川町の倉見地区があり、当該地区とツインシティ構想が存在する。
また、厚木市内に同町の飛び地が存在している。
松蔭大学湘南キャンパスが町内に立地する。
町内の学校施設としては幼稚園、小学校、大学が所在する形である。

## 歴史
- 2024年（令和6年）8月30日 - 台風10号接近に伴い集中豪雨。大神に警戒レベル4の避難指示（内水氾濫）が発令[3]。

## 学区
市立小・中学校に通う場合、学区は以下の通りとなる。
| 番地 | 小学校             | 中学校             |
| ---- | ------------------ | ------------------ |
| 全域 | 平塚市立相模小学校 | 平塚市立神田中学校 |

## 周辺の交通
- 域内に鉄道駅はないが、東海道新幹線が通過している。市内の駅は平塚駅であるが、距離としては厚木市の小田急小田原線の本厚木駅が近い。相模川を挟んで対岸高座郡寒川町にJR相模線の倉見駅がある。
- 神奈川中央交通の路線バスが頻繁に運行されており、上記2駅を結ぶ路線が通る。
- 国道129号が域内を通過しており、道路交通が盛んである。
- 新東名高速道路の厚木南インターチェンジが市境を挟んで至近に位置するなど物流面での交通の便が良い。

## その他

### 日本郵便
- 郵便番号 : 254-0012[1]（集配局 : 平塚郵便局[4]）。